# Dmytro Bykow
Dmytro Hennadijowycz Bykow (ukr. Дмитро Геннадійович Биков, ur. 21 września 1971 w Kiszyniowie) – ukraiński samorządowiec i inżynier górnictwa, mer Horisznich Pławniów od 2015 roku.

## Życiorys
Dmytro Bykow urodził się 21 września 1971 roku w Kiszyniowie w Mołdawskiej SRR. W 1993 roku ukończył Krzyworoski Uniwersytet Górnictwa na kierunku „Górnictwo odkrywkowe”. Od 1984 roku mieszka w Komsomolsku (obecnie Horiszni Pławni). Po ukończeniu studiów jako inżynier górnictwa pracował w zawodzie.
Od stycznia 1999 roku pracował na stanowisku zastępcy głównego inżyniera, a od września 2000 do 2008 roku na stanowisku kierownika specjalistycznej pracowni strzałowej. Od 2008 do kwietnia 2010 roku pracował na stanowisku głównego inżyniera w Dniprowśkich Rudouprawlinniach. Od maja 2010 roku pełnił funkcję zastępcy dyrektora generalnego ds. rozwoju strategicznego Połtawskiego Zakładu Górniczo-Przetwórczego w Komsomolsku.
1 grudnia 2010 roku został zatwierdzony przez radę miasta Komsomolska na pierwszego zastępcę mera do spraw działalności organów wykonawczych.
25 października 2015 roku został wybrany na mera Komsomolska. Jako kandydat Socjalistycznej Partii Ukrainy zdobył 49% głosów.
W 2016 roku w ramach dekomunizacji miasto Komsomolsk zmieniło nazwę na Horiszni Pławni. Władze lokalne zostały zobowiązane do wprowadzenia nowej nazwy w przestrzeni publicznej. Jak w sierpniu 2023 roku informował Ukraiński Instytut Pamięci Narodowej, przy wjeździe do miasta nadal widniała tablica z nazwą Komsomolsk. Przedstawiciele IPN-u oskarżyli Bykowa o bycie „sabotażystą dekomunizacji”.
W wyborach w 2020 roku Dmytro Bykow z wynikiem 74,29% w pierwszej turze uzyskał reelekcję na stanowisko mera Horisznich Pławniów.
Dmytro Bykow posiada 11 prac naukowych i ponad 20 patentów na wynalazki. W lipcu 2005 roku został odznaczony przez Komisję Państwowego Nadzoru Ochrony Pracy odznaką „Za dzielną służbę”. W 2013 roku został odznaczony nagrodą honorową Połtawskiej Obwodowej Administracji Państwowej.